# Hawk Point (Misuri)
Hawk Point es una ciudad ubicada en el condado de Lincoln en el estado estadounidense de Misuri. En el Censo de 2010 tenía una población de 669 habitantes y una densidad poblacional de 707,68 personas por km².

## Geografía
Hawk Point se encuentra ubicada en las coordenadas 38°58′17″N 91°7′54″O / 38.97139, -91.13167. Según la Oficina del Censo de los Estados Unidos, Hawk Point tiene una superficie total de 0.95 km², de la cual 0.95 km² corresponden a tierra firme y (0%) 0 km² es agua.

## Demografía
Según el censo de 2010, había 669 personas residiendo en Hawk Point. La densidad de población era de 707,68 hab./km². De los 669 habitantes, Hawk Point estaba compuesto por el 94.02% blancos, el 1.35% eran afroamericanos, el 0.15% eran amerindios, el 0% eran asiáticos, el 0% eran isleños del Pacífico, el 0.6% eran de otras razas y el 3.89% pertenecían a dos o más razas. Del total de la población el 5.83% eran hispanos o latinos de cualquier raza.